# 照月號驅逐艦
照月號驅逐艦（てるづき）是日本海軍秋月型驅逐艦的2號艦。

## 艦歷
- 1942年8月31日 於長崎三菱造船所竣工
- 1942年10月7日 編入第六十一驅逐隊
- 1942年10月14日 進入特魯克島、同日出港
- 1942年10月26日 參加南太平洋海戰（機動部隊・本隊・附屬），有歸航時被美軍米飛艇空襲輕微損毀
- 1942年10月29日 於特魯克入港修理
- 1942年11月12日  參加第三次所羅門海戰・12日夜戰（第一次會戰）（挺身攻擊隊・第十戰隊・第六十一驅逐隊）
- 1942年11月14日  參加第三次所羅門海戰・14日夜戰（第三次會戰）（前進部隊・直衛隊）
- 1942年11月8日  特魯克入港
- 1942年12月3日  特魯克出港，後在特魯克南水道觸礁，再回特魯克入港
- 1942年12月5日  特魯克出港
- 1942年12月7日  入港
- 1942年12月11日，作為田中賴三（日语：田中頼三）少將的旗艦，參加第四次鐵桶輸送作戰（第二水雷戰隊・警戒隊），在瓜達爾卡納爾島海被美國魚雷艇2枚魚雷擊中嚴重受損，在翌日沈沒。

## 歴代艦長

### 舾装員長
1. 折田常雄 中佐：1942年7月20日 -

### 艦長
1. 折田常雄 中佐：1942年8月31日 -

## 參看
- 大日本帝國海軍艦艇一覽